# Géza Fejérváry
Géza svobodný pán Fejérváry de Komlós-Keresztes (maďarsky báró komlóskeresztesi Géza Ferenc Antal, německy Géza Franz Anton Freiherr Fejérváry von Komlós-Keresztes) (15. března 1833 Josefov – 25. dubna 1914 Vídeň) byl rakousko-uherský generál a politik. V c. k. armádě sloužil od roku 1851 a v mládí se vyznamenal jako účastník několika válečných tažení. Byl nositelem prestižního Vojenského řádu Marie Terezie a v roce 1862 byl povýšen na barona. Později působil řadu let v administraci uherské královské zeměbrany a v letech 1884–1903 zastával funkci ministra zeměbrany v uherské vládě. V armádě dosáhl hodnosti polního zbrojmistra a později byl ještě v letech 1905–1906 uherským premiérem. 

## Životopis

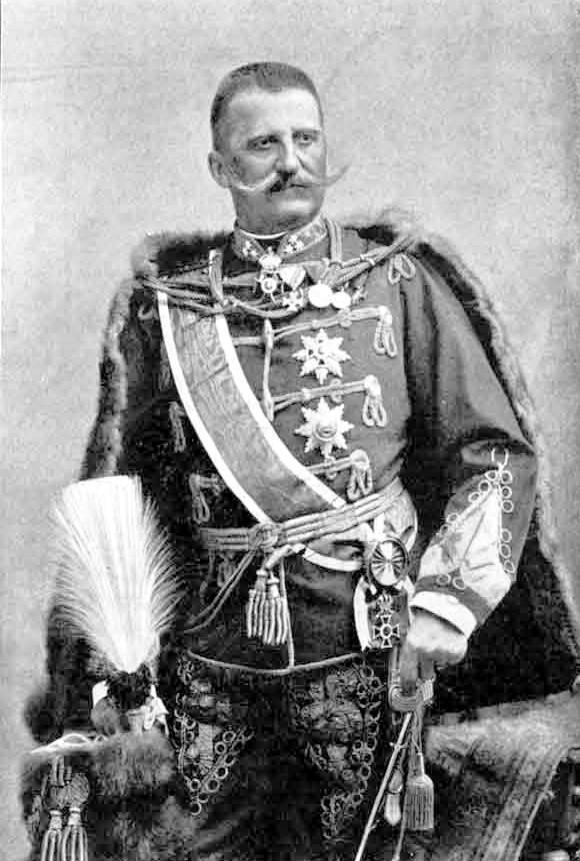
Géza Fejérváry

Pocházel ze staré rodiny ze Sedmihradska, která později přesídlila do Horních Uher a v 16. století byla povýšena do šlechtického stavu (predikát Komlós-Keresztzes byl odvozen od maďarského názvu dnešního Chmeľova, který byl tehdy jejich majetkem). Narodil se v Josefově jako starší syn pozdějšího c. k. polního podmaršála Josefa Fejérváryho (1799–1859) a Antonie, rozené Paulichové (1806–1874). Podle aktuálního služebního zařazení svého otce strávil Géza dětství na různých místech, mimo jiné v Haliči nebo v Hradci Králové, kde také absolvoval jeden ročník gymnázia. V letech 1844–1851 studoval na Tereziánské vojenské akademii ve Vídeňském Novém Městě a do armády vstoupil v roce 1851 v hodnosti poručíka. Poprvé na sebe upozornil jako důstojník generálního štábu během sardinské války za sjednocení Itálie (1859-1860). I když tato válka skončila pro Rakousko porážkou ztrátou bohaté Lombardie, Fejérváry se vyznamenal v bitvě u Solferina a byl oceněn Řádem Marie Terezie. Následně se zúčastnil prusko-dánské války (1864) a prusko-rakouské války (1866). Mezitím byl v roce 1865 povýšen do hodnosti majora u pěšího pluku č. 39 a stal se císařským pobočníkem. V roce 1868 dosáhl hodnosti podplukovníka a byl zástupcem velitele 32. pěšího pluku v Kremsu.
V hodnosti plukovníka (1872) poté přešel k uherské zeměbraně a od roku 1872 zastával funkci státního tajemníka na uherském ministerstvu zemběrany, kde měl značný podíl na rozvoji této části rakousko-uherské armády. Mezitím postupoval v hodnostech (generálmajor 1878, polní podmaršál 1883). V říjnu 1884 byl v Tiszově vládě jmenován ministerem zeměbrany a tuto funkci zastával pěti kabinetech celkem osmnáct let (1884–1903). Ve dvou krátkých obdobích zastával také dočasně funkci ministra a latere (zástupce uherské vlády ve Vídni, 1892, 1895) a v létě roku 1894 řídil také krátce správu uherského ministerstva orby. V armádě byl k datu 1. května 1890 povýšen do druhé nejvyšší hodnosti polního zbrojmistra. Jako člen vlády byl v letech 1886–1892 poslancem uherského zemského sněmu za okres Budapešť, kam byl zvolen poprvé v roce 1886 v doplňovacích volbách a o rok později v řádných volbách. Jeho další kandidaturu v roce 1892 napadla opozice, načež byl jmenován členem Sněmovny magnátů.
Úřadu ministra zeměbrany se vzdal v červnu 1903. Učinil tak spolu s premiérem Kálmánem Széllem na protest proti neschválení zákona o zvýšení počtu branců, což v Uhersku vyvolalo ústavní krizi (1903-1907). Než se ale Fejérváry stáhl z politiky, byl Františkem Josefem I. proti vůli většiny uherské šlechty ustaven předsedou úřednické vlády (1905-1906). Početné odpůrce však Fejérváry uklidnil tím, že s nimi uzavřel dohodu, na jejímž základě byla jmenována nová vláda Sándora Wekerleho (1906-1909). Fejérváry nakonec zastával čestnou funkci kapitána uherské královské gardy (1911–1914). Mimo aktivní službu byl v roce 1908 povýšen do hodnosti generála pěchoty, zastával také čestnou funkci kancléře Řádu Marie Terezie (1896–1914).
Zemřel 25. dubna 1914 na rakovinu jazyka ve Vídni a byl pohřben na vídeňském Centrálním hřbitově.

## Tituly a ocenění
Jako potomek staré šlechtické rodiny užíval od narození titul rytíř a v roce 1860 získal hodnost c. k. komořího. Za účast ve válce se Sardinií byl dekorován rytířským křížem Řádu Marie Terezie (1859). Na základě řádových stanov získal nárok na povýšení do stavu svobodných pánů. Tento titul mu byl udělen v roce 1862 pro Rakousko a v roce 1875 potvrzen pro Uherské království. V roce 1883 získal titul c. k. tajného rady s nárokem na oslovení Excelence. Od roku 1887 byl čestným majitelem pěšího pluku č. 46. Dále získal čestné občanství v Budapešti, Pécsi a Temešváru. Jako císařský pobočník a později dlouholetý ministr uherské vlády získal řadu vyznamenání v Rakousku-Uhersku i zahraničí.

### Rakousko-Uhersko
- velkokříž Řádu sv. Štěpána (1901)
- velkokříž Leopoldova řádu (1892)
- Řád železné koruny I. třídy (1887)
- komandér Řádu sv. Štěpána (1883)
- rytířský kříž Řádu Marie Terezie (1859)

### Zahraničí
- rytířský kříž Řádu bílého orla (Rusko)
- velkokříž Řádu červené orlice (Německo)
- Řád lva a slunce I. třídy (Persie)
- Řád Karla III. (Španělsko)
- Řád rumunské koruny (Rumunsko)
- velkokříž Řádu württemberské koruny (Württembersko)
- Řád Takova (Srbsko)
- Řád sv. Alexandra (Bulharsko)
- Řád knížete Danila I. (Černá Hora)
- rytíř Řádu Albrechtova (Sasko)
- Královský řád za vojenské zásluhy (Bulharsko)
- Řád Fridrichův (Württembersko)
- důstojník Řádu čestné legie (Francie)

## Rodina
V roce 1862 se oženil s Charlottou Biedermannovou (1844–1924), dcerou Gustava Biedermanna z židovské podnikatelské rodiny povýšené v roce 1867 do šlechtického stavu. Z jejich manželství se narodily čtyři děti, z toho jediný syn.
- 1. Gisela Henriette Antonie (1863–1943), c. k. palácová dáma, ∞ 1884 Ferenc baron Gerliczy (1859–1914), c. k. komoří, poslanec uherského zemského sněmu, dědičný člen Sněmovny magnátů, rytíř Maltézského řádu
- 2. Emmerich (Imre) Gustav Josef (1866–1952), JUDr., vrchní župan v Baranyi a Pécsi, ∞ 1893 Laura Szilássy de Szillas et Pilis (1874–1929)
- 3. Olga Antonie Alžběta (1867–1933), c. k. palácová dáma, ∞ 1891 István hrabě Burián z Rajecze (1851–1922), c. k. tajný rada, komoří, rakousko-uherský ministr financí 1903–1912 a 1916–1918, rakousko-uherský ministr zahraničí 1915–1916 a 1918, člen Sněmovny magnátů
- 4. Irma Alžběta Antonie (1869–1950), ∞ 1892 Karel hrabě Kornis de Göncz-Ruszka (1869–1918), c. k. komoří